# Hippopsicon puncticolle
Hippopsicon puncticolle är en skalbaggsart som beskrevs av Aurivillius 1907. Hippopsicon puncticolle ingår i släktet Hippopsicon och familjen långhorningar.
Artens utbredningsområde är:
- Gabon.
- Sierra Leone.

Inga underarter finns listade i Catalogue of Life.